# Shorewood (Wisconsin)
Shorewood è un villaggio degli Stati Uniti d'America, situato in Wisconsin, nella contea di Milwaukee.